# 1829 v dopravě
Tento článek obsahuje seznam událostí souvisejících s dopravou, které proběhly roku 1829.

## Události
- Robert Stephenson postavil první parní prakticky použitelnou lokomotivu Rocket.